# Der Attentäter
Der Attentäter (Originaltitel: Suddenly) ist ein in Schwarzweiß gedrehter US-amerikanischer Film noir von Lewis Allen aus dem Jahr 1954.

## Handlung
Im friedlichen kalifornischen Städtchen Suddenly steht die geheime Ankunft des US-Präsidenten bevor, der hier vom Zug in ein Auto umsteigen soll. Während der Secret Service und die örtliche Polizei unter Sherriff Tod Shaw auf dem Bahnhof mit den nötigen Vorbereitungen beschäftigt sind, treffen im Haus der Familie Benson auf einem angrenzenden Hügel drei Männer ein. Sie stellen sich als FBI-Agenten vor, die das Haus überprüfen sollen. Als kurz darauf auch Shaw und der leitende Secret-Service-Agent Dan Carney eintreffen, wird Carney von den angeblichen FBI-Leuten erschossen, ein weiterer Schuss trifft Shaws linken Arm. Es stellt sich heraus, dass es sich bei den dreien in Wirklichkeit um Auftragskiller handelt. Ihr Anführer John Baron will den Präsidenten vom Wohnzimmerfenster der Bensons aus erschießen.
Während Ellen Benson sich im Schlafzimmer um den verletzten Sheriff kümmert, gelingt es ihrem Schwiegervater - einem ehemaligen Secret-Service-Agenten - unbemerkt seinen Revolver zu laden und in einer Kommodenschublade zu deponieren. Schließlich werden alle ins Wohnzimmer gebracht, wo Barons Komplizen Benny Conklin und Bart Wheeler vor dem Fenster einen Metalltisch festschrauben und ein Scharfschützengewehr darauf montieren. Danach schickt Baron Conklin zum Bahnhof, um die Lage zu peilen. Kurz darauf trifft noch der Fernsehtechniker Jud Kelly im Haus ein und wird ebenfalls als Geisel genommen.
Nachdem Conklin am Bahnhof von Shaws Deputy Sherriff angehalten und nach einem Feuergefecht erschossen wurde, entwickelt sich zwischen Shaw und Baron ein psychologisches Katz-und-Maus-Spiel. Dabei wird klar, dass Baron ein gefährlicher Psychopath ist, der aus Spaß am Töten mordet. Während Jud den Fernseher neben dem Fenster repariert, findet der kleine Pidge Benson den Revolver in der Kommodenschublade und tauscht ihn gegen seinen Spielzeugrevolver aus, den er schon den ganzen Tag mit sich herumträgt.
Jud verbindet die Stromversorgung des Fernsehers heimlich mit dem Metalltisch. Als Wheeler die Zielvorrichtung des Gewehrs prüfen will, gerät er in einen tödlichen Stromschlagkrampf, wodurch sich zahlreiche Schüsse aus dem Gewehr lösen und die Polizei am Bahnhof aufmerksam wird. Die Polizei nimmt das Fenster unter Feuer. Baron erschießt Jud, löst die Stromkabel vom Tisch und zielt auf den einfahrenden Zug. Durch den Vorfall mit Conklin vorgewarnt, fährt dieser aber ohne zu stoppen durch. Ellen Benson verwundet den schlagartig enttäuschten Baron durch einen Revolverschuss in die Brust. Shaw greift sich die Waffe und erschießt ihn.
Am Ende finden Ellen Benson und Tom Shaw, der zuvor vergeblich um die Kriegerwitwe geworben hat, zusammen.

## Kritik
„Überaus spannender Gangsterthriller mit eindrucksvollen Schauspielern.“

## Hintergründe
Der Attentäter startete am 7. Oktober 1954 in den Kinos der USA. In Deutschland kam er am 13. Mai 1955 in die Kinos.
In der Geschichte der USA gab es einige Attentate auf US-Präsidenten (1865 (Abraham Lincoln), 1881 (James A. Garfield), 1901 (William McKinley) und 1912 (Theodore Roosevelt)). 
2013 erschien ein Remake von Suddenly mit Dominic Purcell in der Hauptrolle und unter der Regie von Uwe Boll.